# Stictogargetta
Stictogargetta är ett släkte av fjärilar. Stictogargetta ingår i familjen tandspinnare.
Kladogram enligt Catalogue of Life:
| Stictogargetta | \| \| Stictogargetta albimacula \| \| \| \| \| \| Stictogargetta umbrina \| \| \| \| |
|                | \| \| Stictogargetta albimacula \| \| \| \| \| \| Stictogargetta umbrina \| \| \| \| |
|                | Stictogargetta albimacula                                                            |
|                |                                                                                      |
|                | Stictogargetta umbrina                                                               |
|                |                                                                                      |